# Delichon
 Delichon  ist eine Gattung innerhalb der Familie der Schwalben. Die drei zugehörigen Arten sind in Eurasien beheimatet. Neben der auch in Mitteleuropa verbreiteten Mehlschwalbe  (D. urbicum) gehören die Nepalschwalbe (D. nipalensis) und die Kaschmirschwalbe (D. dasypus) zu dieser Gattung. „Delichon“ ist ein Anagramm des altgriechischen Wortes χελιδών chelīdōn für „Schwalbe“.
Kennzeichnend für die Arten der Gattung sind die blauschwarze bis schwarze Körperoberseite, der weiße Rumpf und der weiße Bürzel. Die Körperlänge beträgt 10 bis 12 Zentimeter. Die äußeren Unterschiede zwischen den drei Arten sind gering.
Das Verbreitungsgebiet der Mehlschwalbe ist am größten. Es erstreckt sich von Europa bis nach Asien. Diese Art ist Langstreckenzieher; ein großer Teil der europäischen Population überwintert in einem Gebiet, das sich von der Südgrenze der Sahara bis zur Kapprovinz erstreckt. Die Kaschmirschwalbe ist auf Asien beschränkt; ihr Areal schließt sich im Süden an das Verbreitungsgebiet der Mehlschwalbe an. Das kleinste Verbreitungsgebiet weist die Nepalschwalbe auf, es erstreckt sich von Burma bis nach China. Sie brütet an senkrechten und vegetationsfreien Felswänden.
Alle drei Arten gelten als nicht gefährdet.